# Церква Успіння Пресвятої Богородиці (Коханівка)
Церква Успіння Пресвятої Богородиці — православний храм у с. Коханівка Турбівської селищної громади Вінницької області. Дерев'яна церква збудована у 1867 році. Попередній храм зведено у 1742 році.
Церква до перебудови, станом на 1783 р. була "...парофіяльна русько-католицька, з дерева дубового у зруб на три звичайних поділи, верхи та бані розпланована, хрестами трьома залізними помальованими позолотою увінчана, ґонтами з прибудованим опасанням покрита, на рівнини при тракті, який тягнеться до Вінниці, серед житлової забудови, розташованій на відстанях одна від іншої..." До неї, у свою чергу, була інша церква, збудована орієнтовно у 1722 р. Ділянка священника розташовувалась наступним чином: із західної сторони примикала до тракту (Вінницького), на півночі межувала з двором Василя Лаври, мала габарити 210 та 109 локтів. На ділянці розташовувся дім священника о двох ізбах з прибудованими алькерами, по кроквах та латах снопами покрита. Священик мав два сади.
Шанована ікона розп’яття з пристоячими Богоматір’ю та Іоанном Богословом.

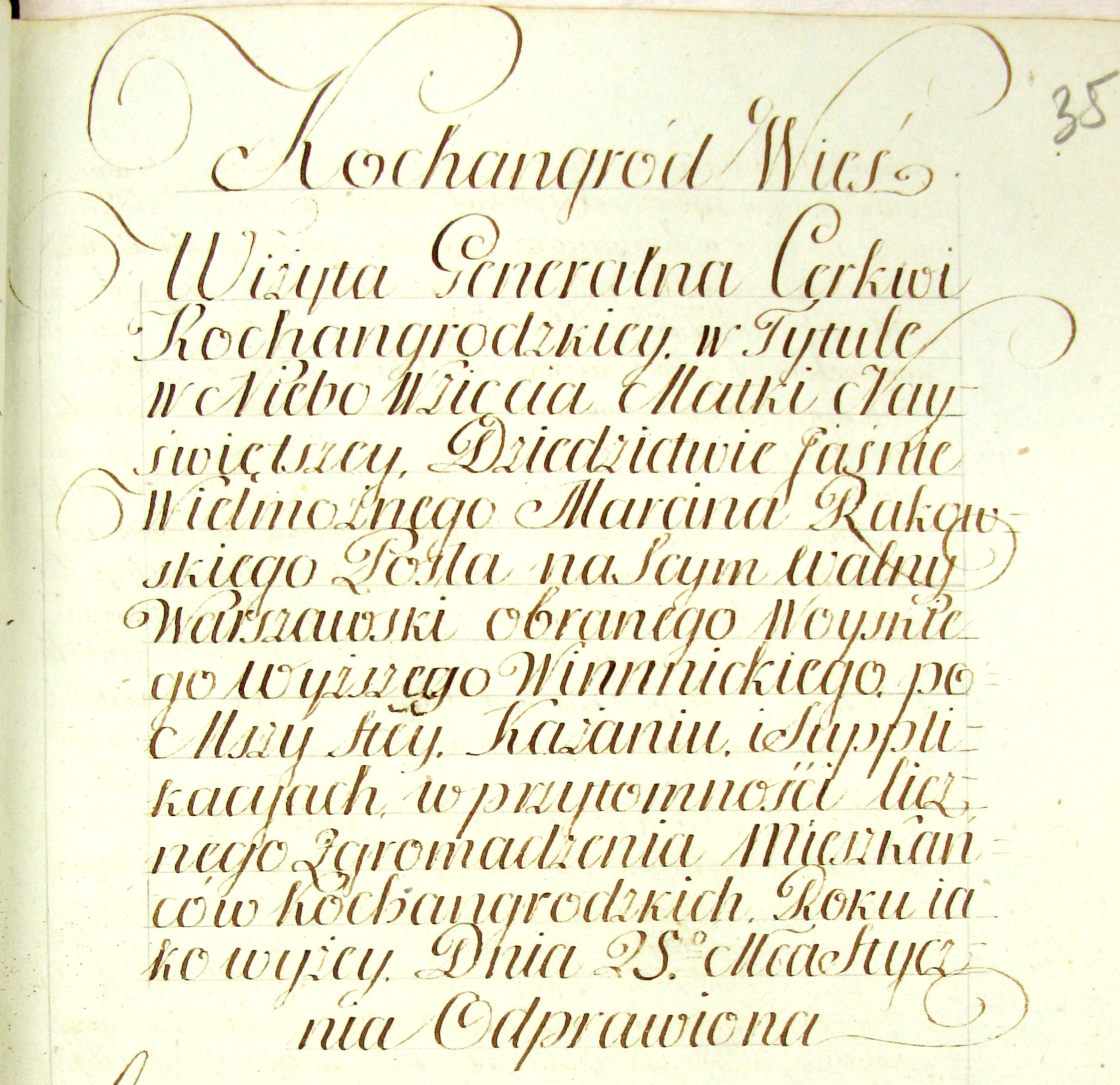
Заглавна сторінка акту візитації унійної Успенської церкви у селі Кохангород 1783 р.